# The Crime of Carelessness
The Crime of Carelessness è un cortometraggio muto del 1912 diretto da Harold M. Shaw.

## Produzione
Il film fu prodotto dalla Edison Manufacturing Company.

## Distribuzione
Distribuito dalla General Film Company, il film - un cortometraggio in una bobina - uscì nelle sale cinematografiche statunitensi il 30 dicembre 1912. Venne distribuito anche in Canada nell'aprile 1913, proiettato a Winnipeg (Manitoba).
Copia della pellicola viene conservata alla National Association of Manufacturers film collection del Delaware